# 伊皮瓜

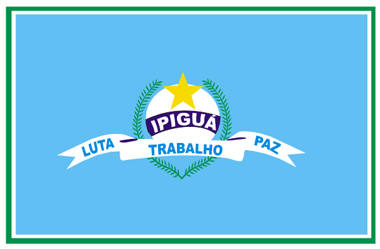
伊皮瓜的旗帜

伊皮瓜是巴西圣保罗州的一个市镇。总面积135.617平方公里，总人口4318人，人口密度31.8人/平方公里。